# Уиндзор и Мейдънхед
Община Уиндзър и Мейдънхед (на английски: Borough of Windsor and Maidenhead), наричана Кралската община, е една от шестте самоуправляващи се административни единици в състава на област (графство) Бъркшър, регион Югоизточна Англия. Населението на общината към 2010 година е 146 100 жители разпределени в няколко селища на територия от 197 квадратни километра. Административен център е град Мейдънхед.
На територията на общината се намират Замъкът Уиндзор, престижният Итън Колидж и увеселителният парк „Леголенд“.

## География
Уиндзър и Мейдънхед е от групата на малките по площ общини в източната половина на графство Бъркшър, характеризиращи се с висока гъстота на населението. В югоизточна посока, общината граничи с графство Съри, а на север е разположено графство Бъкингамшър. Северната граница изцяло е дефинирана от средното течение на река Темза. В непосредствена близост на около 3 километра в източно направление, започват западните части на метрополиса Голям Лондон.
По-големи населени места на територията на общината:
| селище     | на английски | население (2001) |
| ---------- | ------------ | ---------------- |
| Мейдънхед  | Maidenhead   | 58 848           |
| Уиндзър    | Windsor      | 26 885           |
| Сънингдейл | Sunningdale  | 4875             |
| Итън       | Eton         | 3023             |